# Église Sainte-Marie-Madeleine de Montargis
L'église Sainte-Marie-Madeleine de Montargis, communément appelée église de la Madeleine, est une église paroissiale à Montargis dans le Loiret. La première construction date du XIIe siècle, suivie de remaniements et agrandissements aux XVe et XVIe siècles et seconde moitié du XVIIe siècle, et une restauration dirigée par Viollet-le-Duc au XIXe siècle.
Plusieurs caractéristiques la distinguent, en particulier son chevet plat, dans le style église-halle avec le vaisseau central, les collatéraux et le déambulatoire de la même hauteur.
Elle a aussi le seul vitrail de France illustrant des japonais convertis.

## Situation
Elle se trouve au centre du vieux Montargis. Son chevet, tourné vers l'est, donne sur la place Mirabeau et son entrée principale à l'ouest se trouve rue du Cerceau. Elle est longée au nord par la rue de Triqueti ; et au sud par la rue du Général-Leclerc qui aboutit, à son extrémité ouest, au pied de la colline supportant le château,.

## Histoire
L'église est construite entre le XIIe siècle et la Renaissance, puis complétée dans la seconde moitié du XVIIe siècle et restaurée à partir de 1860.
La construction d'une chapelle débute en 1183. Dans les premiers temps, elle n'a qu'une fonction de secours, puisque l'église principale se trouvait dans la cour du château.
Dans le premier quart du XIIIe siècle, il est agrandi d'une nef principale pour les religieuses et le chœur est élargi.
Elle devient l'église paroissiale en 1377, époque à laquelle elle est encore agrandie : elle reçoit un chœur et un transept. Le motif de ce transfert de statut reste suppositions : peut-être le roi Charles V, propriétaire du château, voulait-il éviter les allées et venues des fidèles ; et les habitants trouvaient peut-être que l'église était trop en hauteur.
Après 1465, quatre autels latéraux sont installés dans les basses-nefs qui sont élargies.
En juillet 1525, une bande de pillards stationne près de Montargis ; l'église est incendiée et à moitié détruite le 25 juillet en même temps qu'une grande partie de la ville.

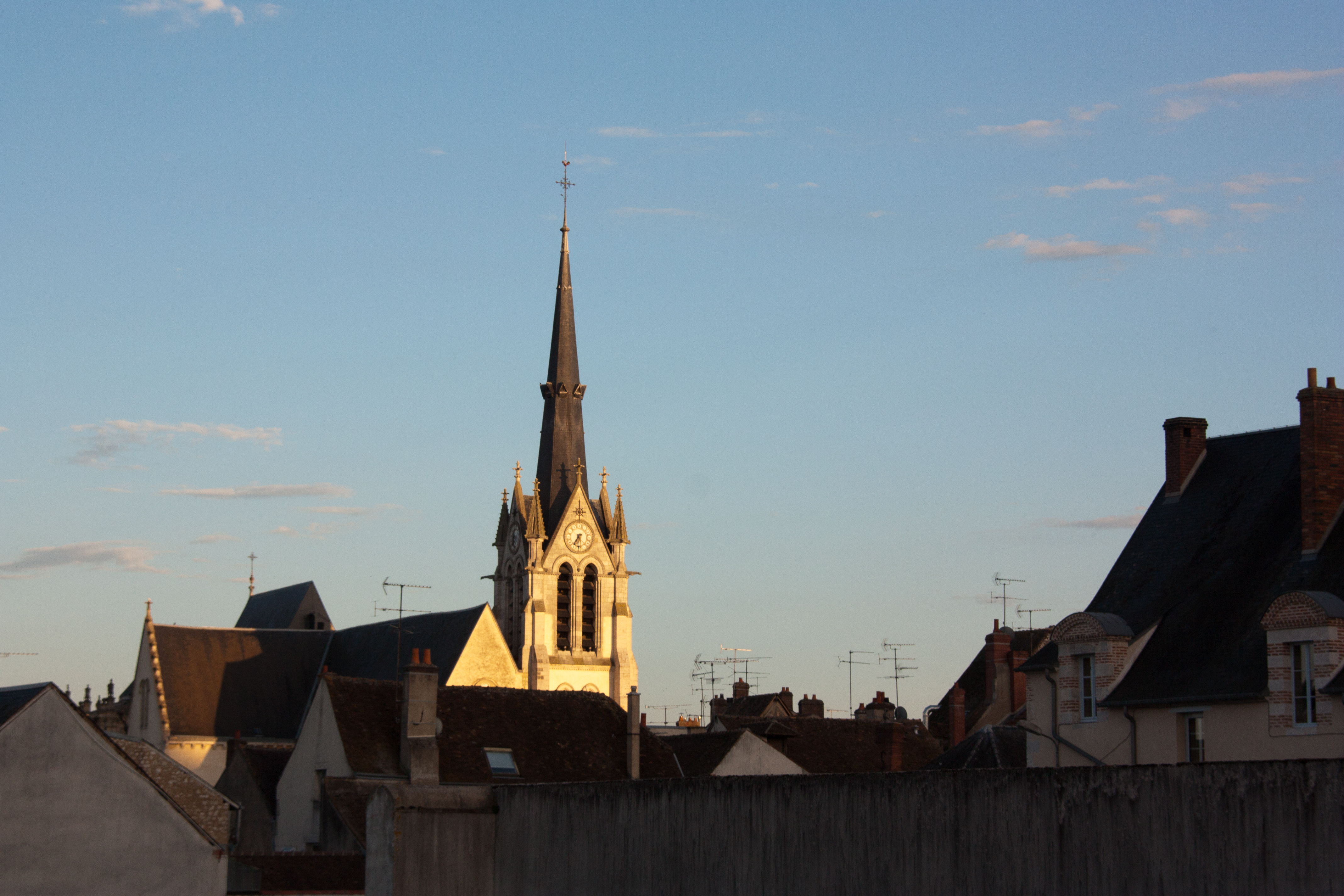
La flèche de la Madeleine au cœur de Montargis

Le roi fournit dès 1526 une aide financière pour la reconstruction qui va durer presque un siècle. La voûte de la dernière chapelle à droite porte la date de 1545. Les travaux sont interrompus dans la période trouble de 1562-1567 (guerres de Religion), où la Madeleine est pillée par les Huguenots. 
Les chapelles du flanc gauche sont voûtées en 1571-1572. Puis vient la construction des piliers : le marché de construction est signé le 31 janvier 1574. Le chœur est reconstruit sur le type église-halle — mais obligatoirement après l'implantation des piliers —, avec une hauteur de 23 m ; il est achevé en 1618 et les travaux se déplacent à la façade, reconstruite par l'architecte BINGO. Vers 1735, certaines chapelles latérales sont reconstruites.
La première mention du maître architecte chargé de cette reconstruction du chœur date de 1630 : c'est Jacques Androuet du Cerceau, architecte de Renée de France (1510-1574) la fille de Louis XII et d'Anne de Bretagne, et châtelaine de Montargis où elle décède le 12 juin 1574. 
La voûte du déambulatoire derrière le maître-autel est datée de 1586. Les travaux auraient été achevés en 1608 et la dédicace a lieu le 22 avril 1618, soit 10 ans plus tard.
L'église ne voit que peu de modifications pendant les XVIIe et XVIIIe siècles. On y ajoute un portail, une verrière pour le transept nord. Le clocher s'effondre en 1656 et est reconstruit.
Avec la Révolution, en 1794, l'église devient un temple dédié à la « déesse de la Raison » ; elle redevient une église avec l'Empire.
En 1859, arrive le curé Alfred Chauvet, qui va transformer l'église en bouleversant son architecture. Il sait attirer de riches donateurs et il semble qu'il ait été doté d'une énergie peu commune, car dès 1860 les voûtes du vaisseau central, jusque là couvertes d'une charpente, sont construites en brique et en plâtre. Viollet-le-Duc, que Chauvet a su convaincre, dessine les plans pour une flèche et pour les chapelles du bas-côté droit de la nef et envoie Anatole de Baudot, un de ses meilleurs élèves, pour superviser les travaux. Le clocher est sensiblement exhaussé et quatre nouvelles cloches par les fondeurs Dormoy y sont installées (réceptionnées dès 1860). Les murs de l'église sont peints et des vitraux réalisés. La sacristie et le portail du transept nord (sur la rue de Triqueti) sont les derniers ajouts, en 1898.
Le crépi des deux premières travées est refait en 1968-1969
Dans le déambulatoire, la chapelle Sainte-Monique et la chapelle Saint-Vincent sont restaurées de 2010 à 2013.

## Description

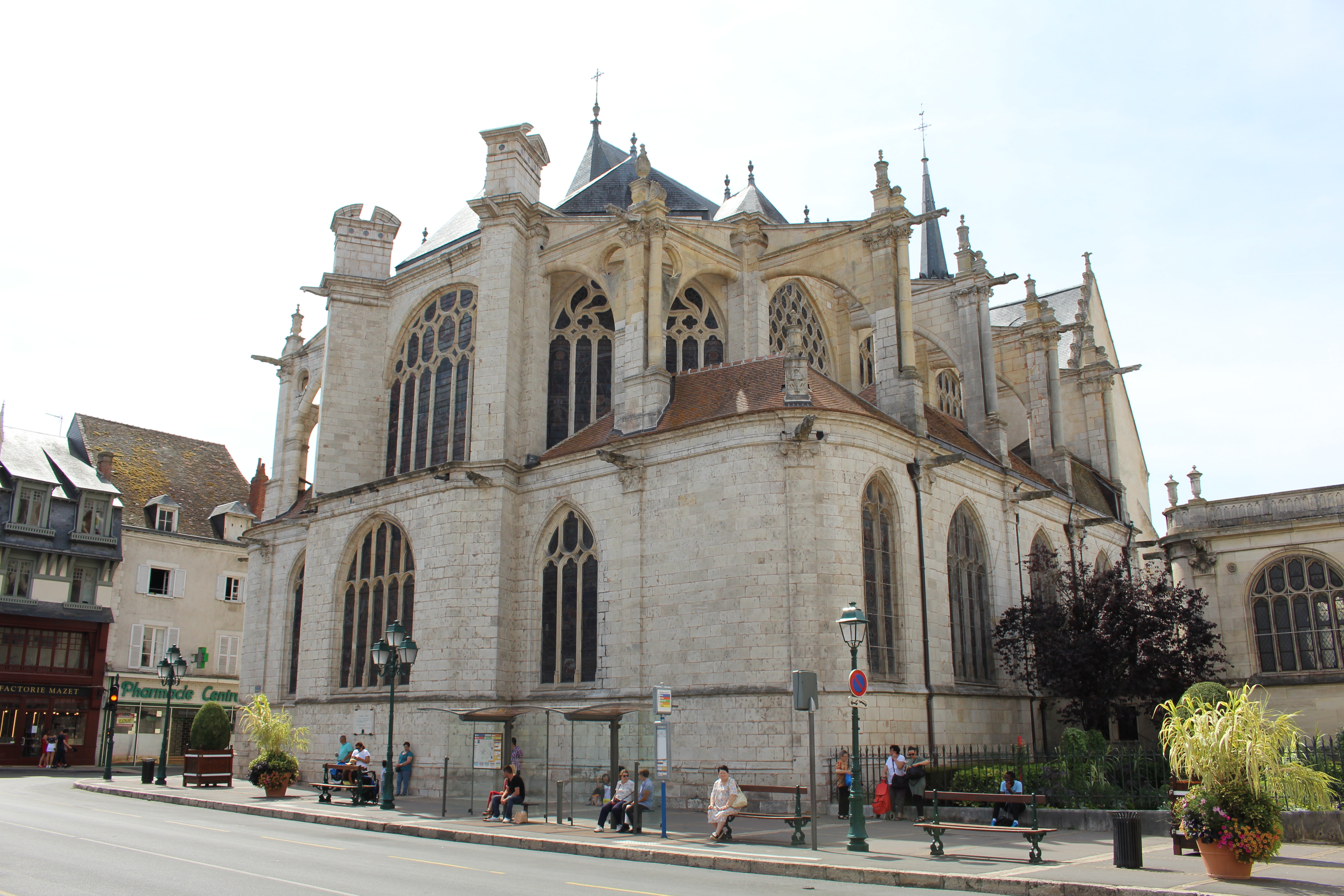
Le chevet ; vue vers le sud-ouest depuis le côté nord de la place Mirabeau

L'église est bâtie sur un plan en croix,. Elle  comprend trois vaisseaux (une nef et deux bas-côtés ou collatéraux) et des chapelles latérales, un transept court à croisillons asymétriques. Le grand et haut chœur est traité en église-halle : un vaisseau central entouré d'un déambulatoire et flanqué de chapelles latérales, avec au fond un chevet plat aux angles adoucis.
Le portail principal est dans la façade ouest, rue du Cerceau. Un autre double portail ouvre sur le bas-côté sud dans la rue du Général-Leclerc ; et un troisième double portail (de 1898) ouvre sur la rue de Tiqueti.
Du premier édifice du XIIe siècle il reste la base du clocher et les piliers et chapiteaux de la nef,.
Les voûtes de la nef et les chapelles du bas-côté droit de la nef datent de 1860.

### Extérieur

Église de la Madeleine, extérieur
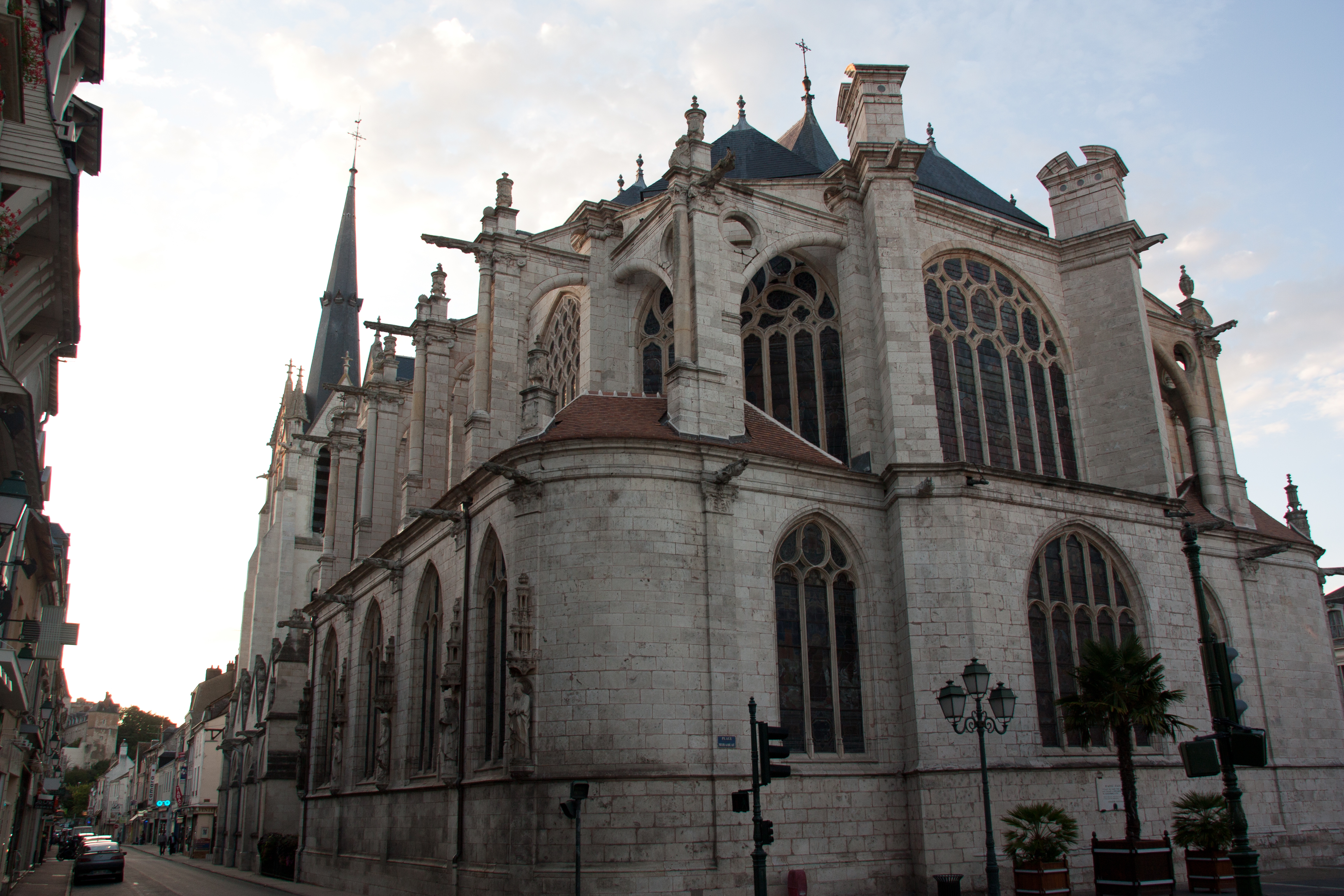
Vue vers le nord-ouest depuis le côté sud de la place Mirabeau. À gauche, la rue du Général Leclerc mène au château[m 4],[m 5],[m 6],[m 7],[m 8]
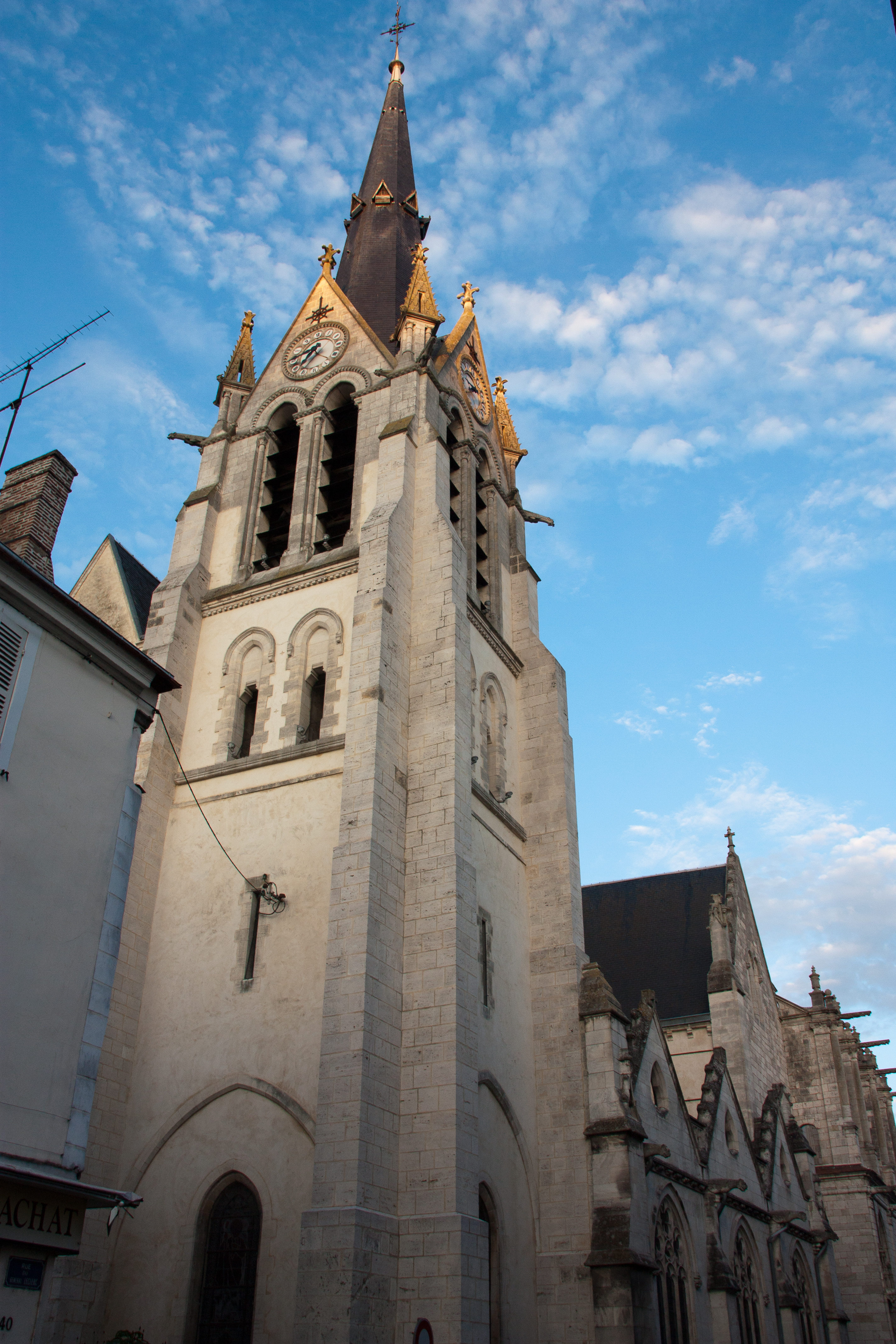
Le clocher-beffroi et sa flèche, vue sur l'angle sud-ouest depuis la rue du Général Leclerc
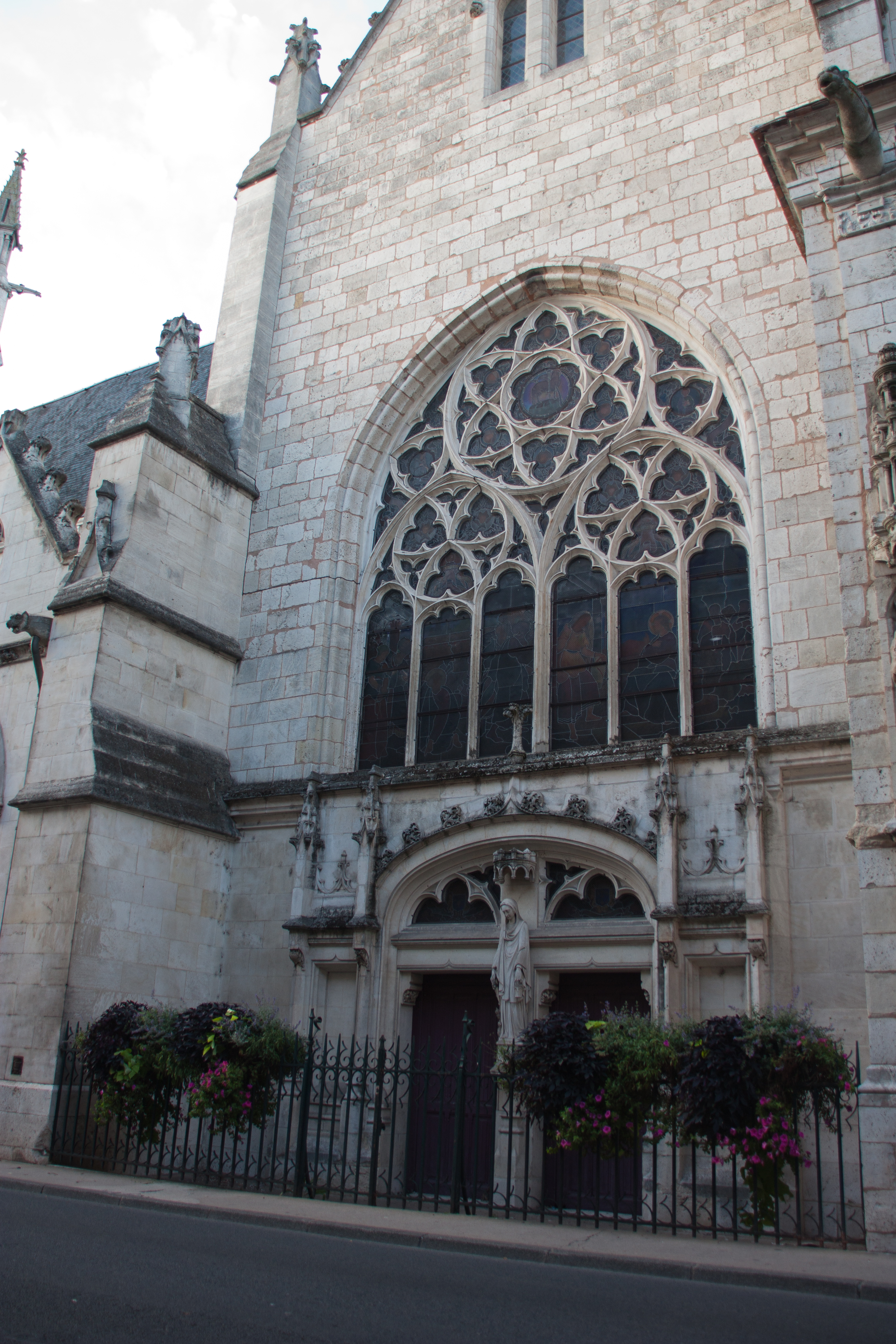
Le portail principal dans rue du Cerceau, façade Est.
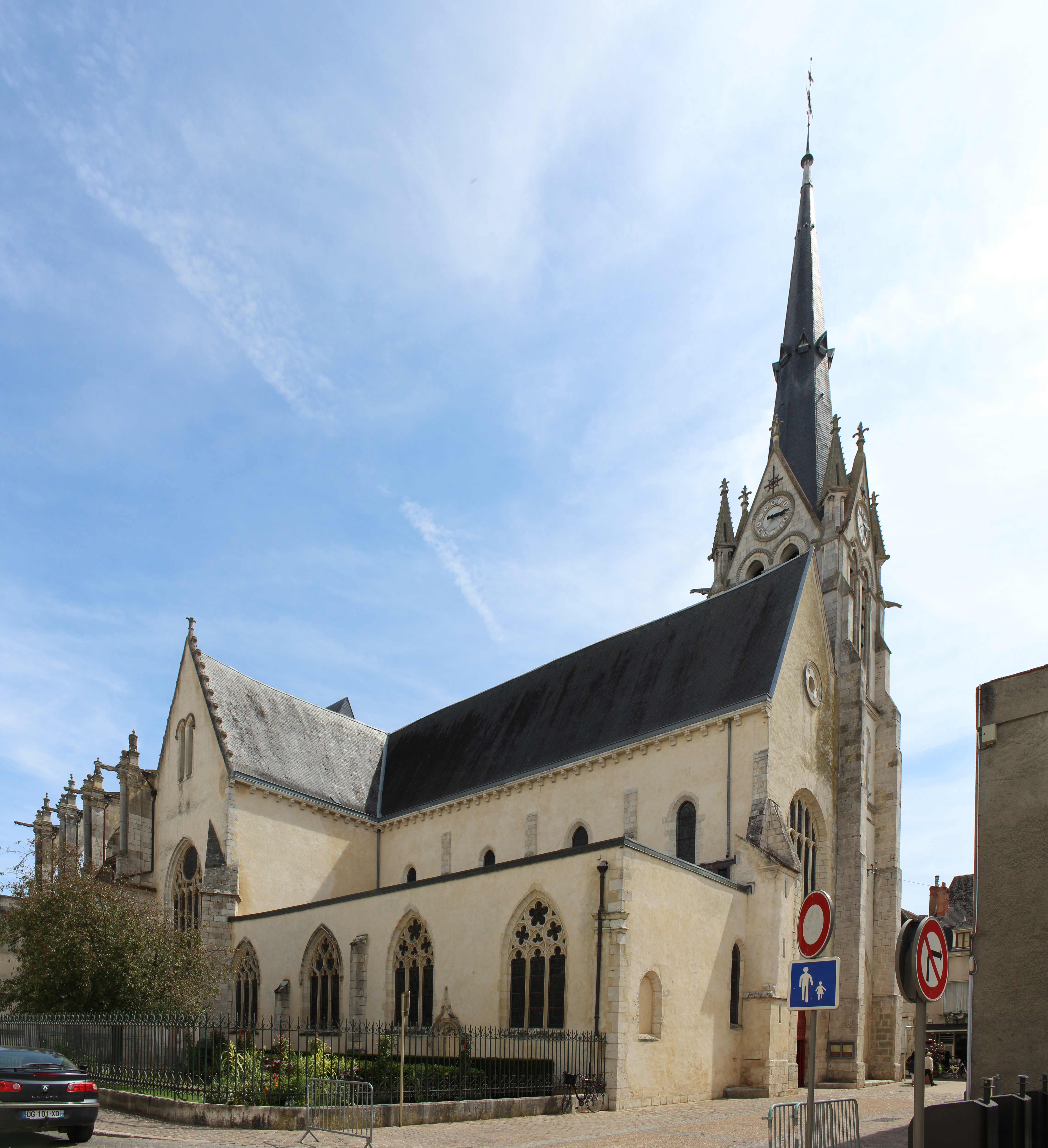
Vue vers le sud-est depuis l'angle des rues du Cerceau (à droite) et Triqueti (à gauche)[m 9]
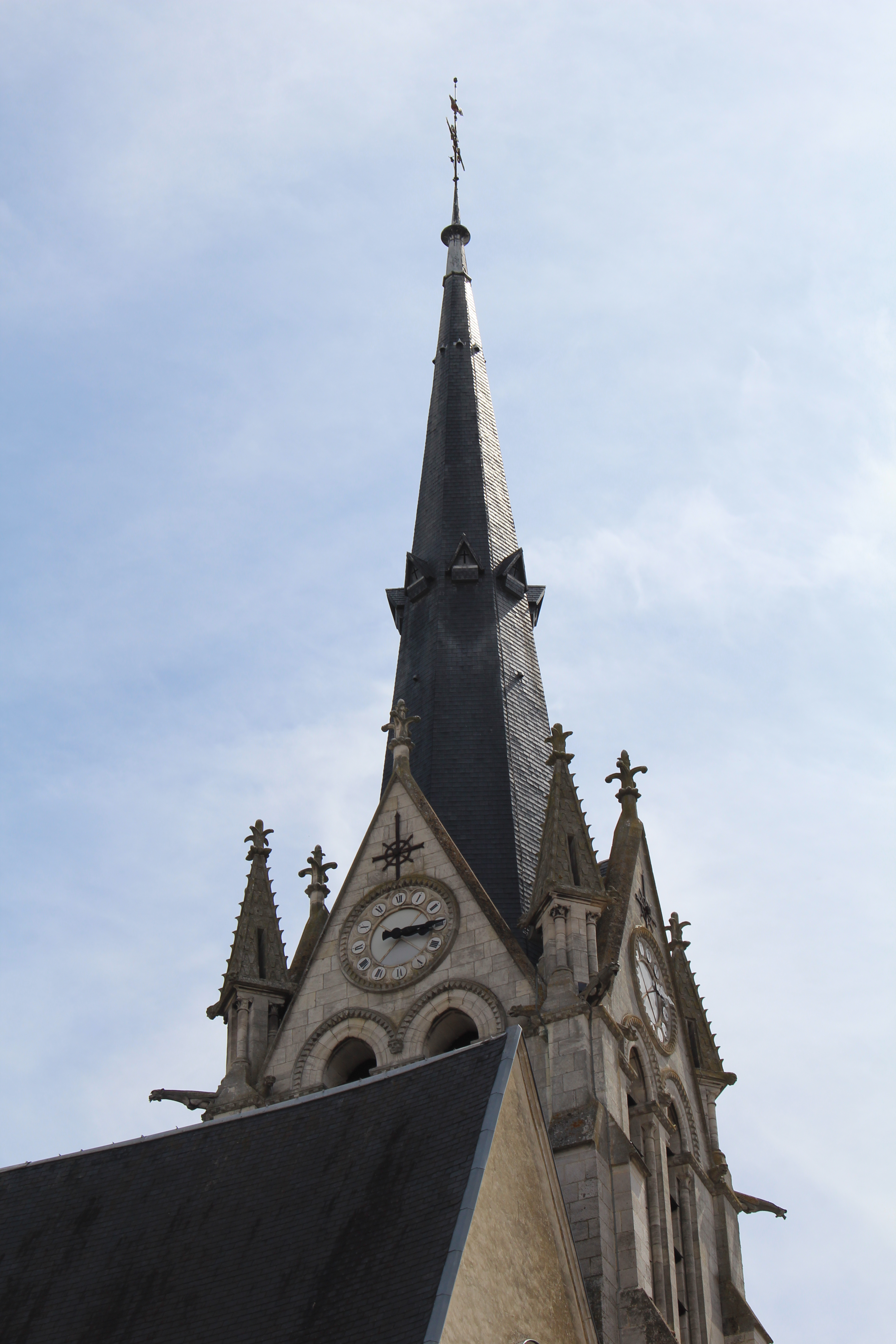
La flèche à 6 pans

La restauration des années 1860 inclut des fausses voûtes en briques, un beffroi néo-gothique de 1863 sur les plans de l'architecte Anatole de Baudot sous la direction de Viollet-le-Duc, la belle série de vitraux de Lobin (voir plus bas la section « vitraux ») et un décor intérieur polychrome.
Le clocher est de type kreisker, en position latérale.

### Intérieur

#### Chœur
Après l'incendie du 25 juillet 1525, le chœur est construit sur un plan classique. C'est cependant la partie la plus remarquable de l'église : les vaisseaux y sont traités dans le mode église-halle avec le vaisseau central, les collatéraux et le déambulatoire — ici très élancés — de la même hauteur ; un point commun avec les églises gothiques du sud-ouest de la France, certaines églises italiennes ou les Hallen-Kirche allemandes datant du gothique tardif.

Le chœur
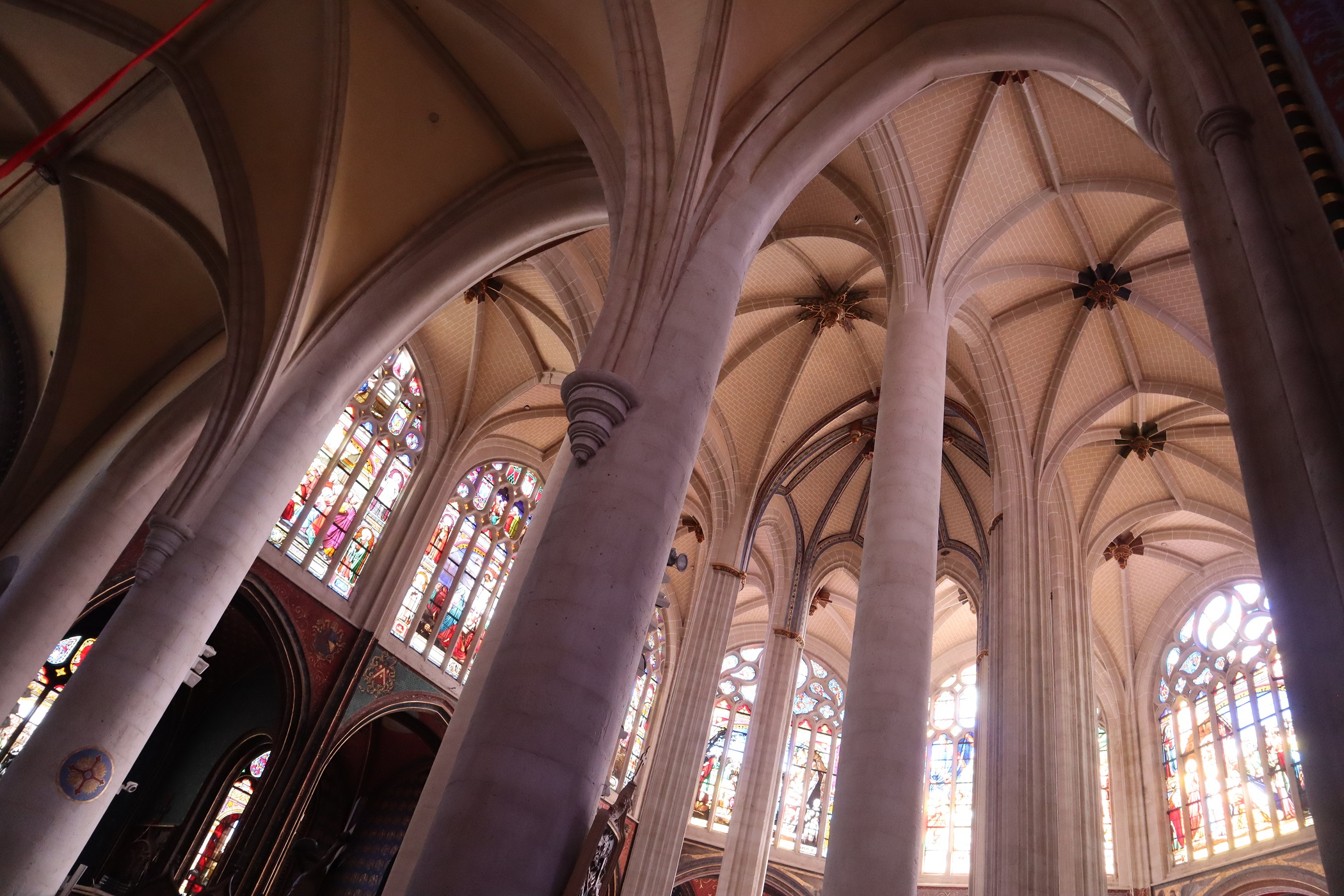
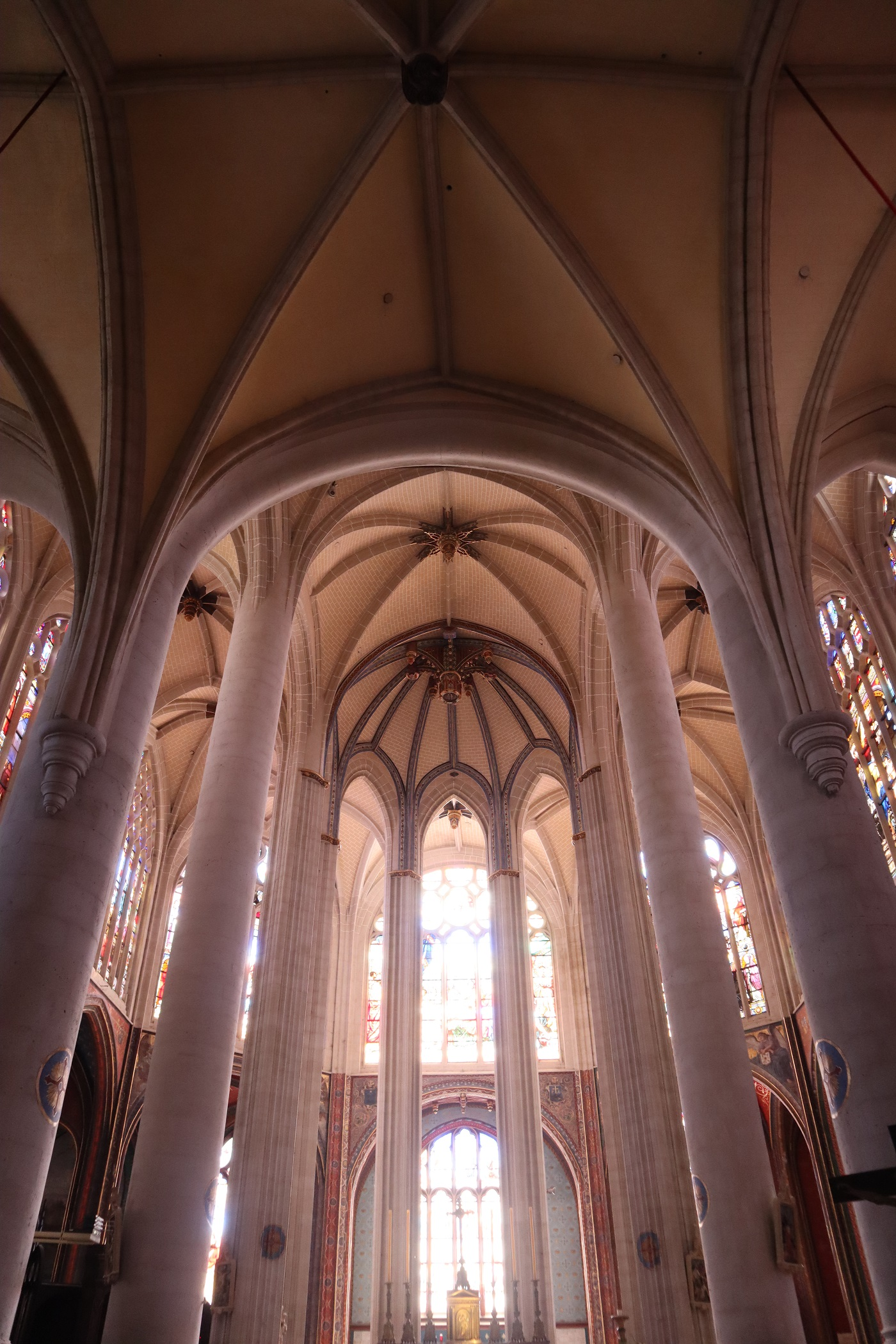
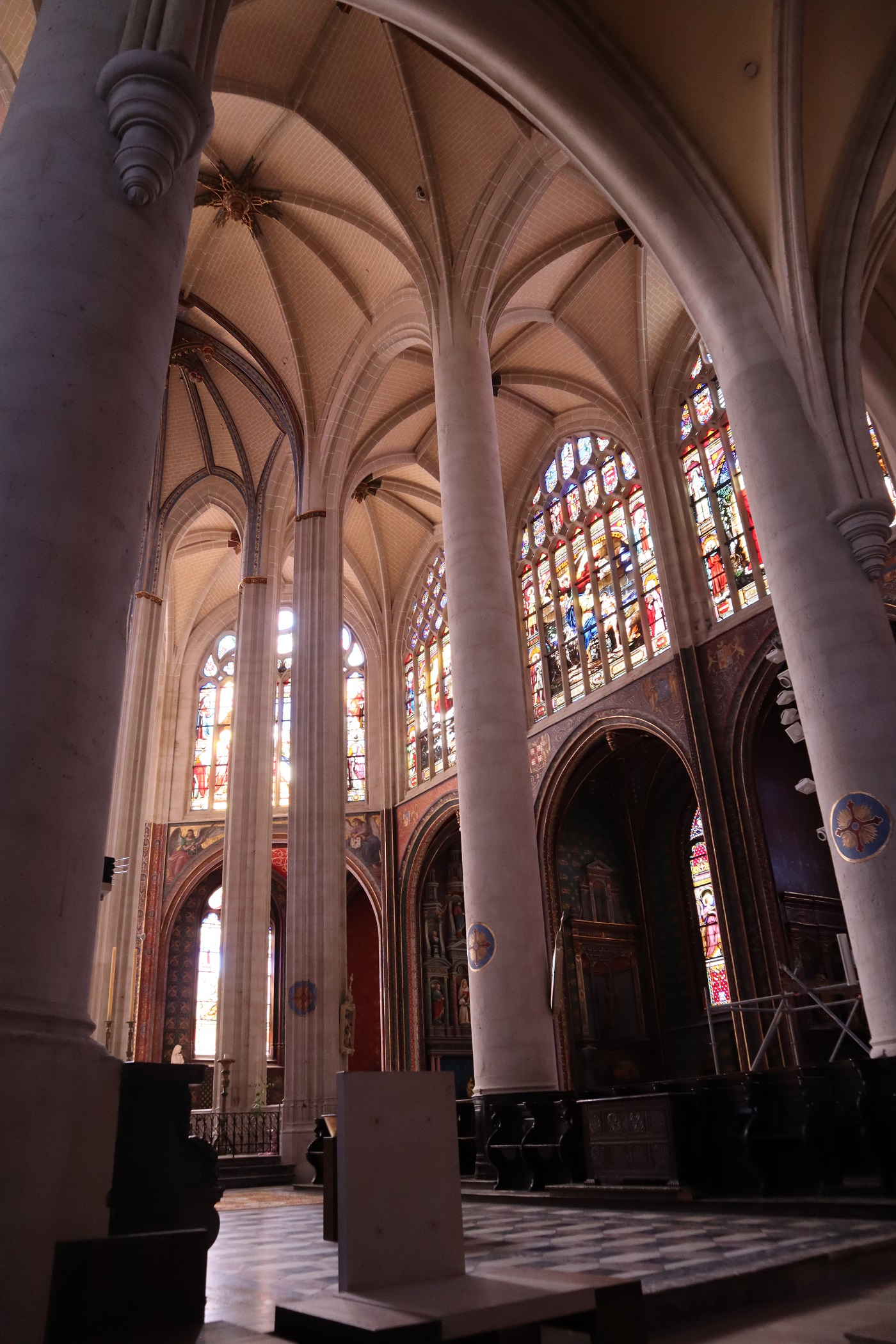

#### Déambulatoire
Chapelle Sainte-Monique
Sur la voûte, les restes d'un quadrilobe peint montrent la tête d'un bœuf et les griffes d'un aigle. trois des parois sont ornées d'un motif unique de pélican. Cette chapelle a été restaurée de 2010 à 2013.
- Chapelle Saint-Vincent

La chapelle Saint-Vincent-de-Paul était autrefois dédiée à saint Jacques de Compostelle et a conservé des décorations caractéristiques de cette première attribution : coquilles et pèlerin, datant de 1861. Elle aussi a été restaurée de 2010 à 2013.

#### Nef
La nef, qui remonte au début du XIIIe siècle ou, à en juger par ses caractères stylistiques, à la toute fin du XIIe siècle, présente une élévation à deux niveaux, formée d'arcades en arc brisé surmontées de fenêtres hautes. Les travées sont articulées par des piles composées. Les arcades sont simplement chanfreinées. L'ensemble (bas-côtés et vaisseau central) est couvert de voûtes d'ogives quadripartites. Quelques documents anciens la disent de style « de transition »,, terminologie qui n'est plus employée actuellement en raison du caractère téléologique de cette expression.

## Mobilier

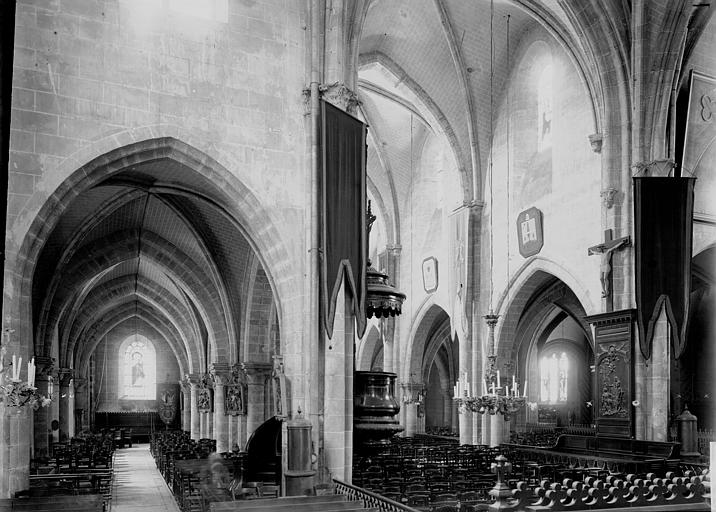
Dans la nef Face à la chaire, le banc d'œuvre avec dossier représentant Jésus en jardinier. à gauche, le collatéral sud.

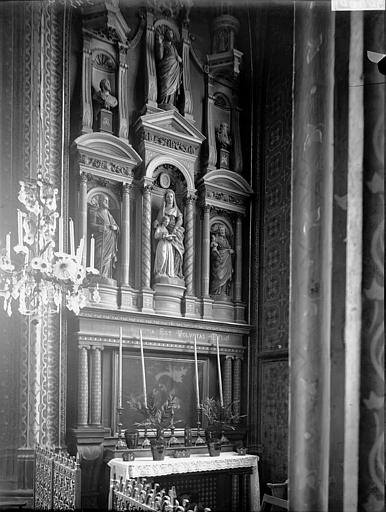
Autel

Dossier d'un autre banc d'œuvre, représentant Jésus en jardinier.

### Mobilier classé
- Crédence en bois sculpté et marbre (hauteur 88 cm, largeur 130 cm), style Louis XVI[m 12], 2e moitié du XVIIIe siècle, dans le chœur, classée le 15 mai 1968[p 1].

- Stalle, prie-dieu et bois sculpté, du XVIe siècle, décoré de scènes sculptées[m 13], dans le chœur sud, classée le 15 mai 1968[p 2].

- Panneau sur prie-dieu : sainte Marie l'Égyptienne, en bois sculpté du XVIIIe siècle[m 14], dans la chapelle Saint-Louis, classé le 25 novembre 1992[p 3].

- Banc d'œuvre en bois sculpté (hauteur 80 cm, largeur 380 cm) du XVIIIe siècle, près des fonts baptismaux, classé le 15 mai 1968[p 4],[m 15], avec un dossier sculpté (hauteur 195 cm, largeur 190 cm) représentant une scène de Noli me tangere[m 16].

- Confessionnal, en bois sculpté, du XVIe siècle[m 17], dans le bas-côté sud, classé le 15 mai 1968[p 5].

- Chaire à prêcher et abat-voix en bois sculpté de style Louis XIV[m 18], 2e moitié du XVIIe siècle ou 1er quart du XVIIIe siècle, contre le pilier sud, classée le 15 mai 1968[p 6].

- Crucifix du XVIIe siècle en bois badigeonné du maître-autel[m 19], classé MH au titre objet le 15 mai 1968[p 7].

- Six chandeliers et une croix (garniture du maître-autel, crucifix du XIXe siècle) en métal fondu, ciselé et doré, classé au titre objet le 15 mai 1968[p 8]. Le crucifix porte sur son pied à trois faces une figure d'évêque, une de la Vierge et une du Christ[m 20].

- Calice en argent doré par Séverin Parisy (poinçon de maître orfèvre : « S.P. »), orfèvre à Paris[m 21] au 4e quart du XVIIIe siècle, dans la sacristie, classé le 8 juillet 1998[p 9].

- Statue de Vierge couronnée à l'Enfant (hauteur 88 cm, largeur 37 cm), en pierre, du XIVe siècle[m 22], dans le hall d'entrée du presbytère, classée le 28 août 2001, disparue[p 10].

- Statue de saint Vincent tenant une grappe (hauteur 100 cm), en bois doré[m 23], entre 1782 et 1789, dans la chapelle Saint-Vincent, classée le 15 mai 1968[p 11].

- Statue de saint Fiacre (hauteur 100 cm), en bois peint et doré, du XVIIIe siècle[m 24], dans la chapelle Saint-Fiacre, classée le 15 mai 1968[p 12].

- Statue de saint Étienne (hauteur 110 cm), en bois peint et doré, du XVIIIe siècle[m 25], dans la chapelle Sainte-Monique, classée le 15 mai 1968[p 13].

- Statue de saint Éloi (hauteur 80 cm), en bois doré, du XVIIIe siècle, volée[m 26] le 14 septembre 1981, classée le 15 mai 1968[p 14].

- Statue de saint Crespin (hauteur 95 cm), en bois doré, du XVIIIe siècle[m 27], classée le 15 mai 1968[p 15]

- Statue de religieux lisant (hauteur 48 cm), en bois doré, du XVIIIe siècle[m 28], classée le 15 mai 1968, volée vers le 20 mai 1980[p 16]

- Statue d'évêque (hauteur 110 cm) en bois doré, du XVIIIe siècle[m 29], dans la chapelle Saint-Fiacre, classée le 15 mai 1968[p 17]

- Haut-relief du XVIe siècle en pierre peinte représentant la Cène (hauteur 100 cm, largeur 225 cm) dans la chapelle du Calvaire, qui vient de l'hôtel-dieu de Courtenay ; classé le 29 octobre 1906[p 18],[m 30]

- Devant d'autel avec représentation de la Cène, huile sur toile (hauteur 98 cm, largeur 207 cm), fin XVIe siècle, en dépôt au musée Girodet, en cours de restauration[m 31], classé le 29 août 2001[p 19]

- Tableau : Sainte Madeleine, huile sur toile (hauteur 94 cm, largeur 123 cm), École des Carrache, 17e siècle, après restauration[m 32], dans la deuxième chapelle du bas-côté droit, classé le 29 octobre 1906[p 20]

- Tableau : Saint Jérôme, sur toile (hauteur 135 cm, largeur 100 cm), par Peruzzini[m 33] 3e quart du XVIIe siècle, classée le 29 octobre 1906[p 21]

- Tableau La guérison du paralytique, sur panneau peint (hauteur 112 cm, largeur 85 cm), XVIIe siècle[m 34], classé le 15 mai 1968[p 22]

- Dalle funéraire (hauteur 180 cm, largeur 97 cm) de Catherine Cassot (morte en 1624) et Antoine Lhoste, son époux, marbre gravé, XVIIe siècle[m 35], classée le 29 mars 1983[p 23]

- Dalle funéraire (hauteur 150 cm, largeur 76 cm) de Louis Deprez (mort en 1669) et Anne Saget, son épouse (morte en 1661), marbre gravé, 17e siècle[m 36], dans le bas-côté sud, classée le 29 mars 1983[p 24]

### Mobilier inscrit

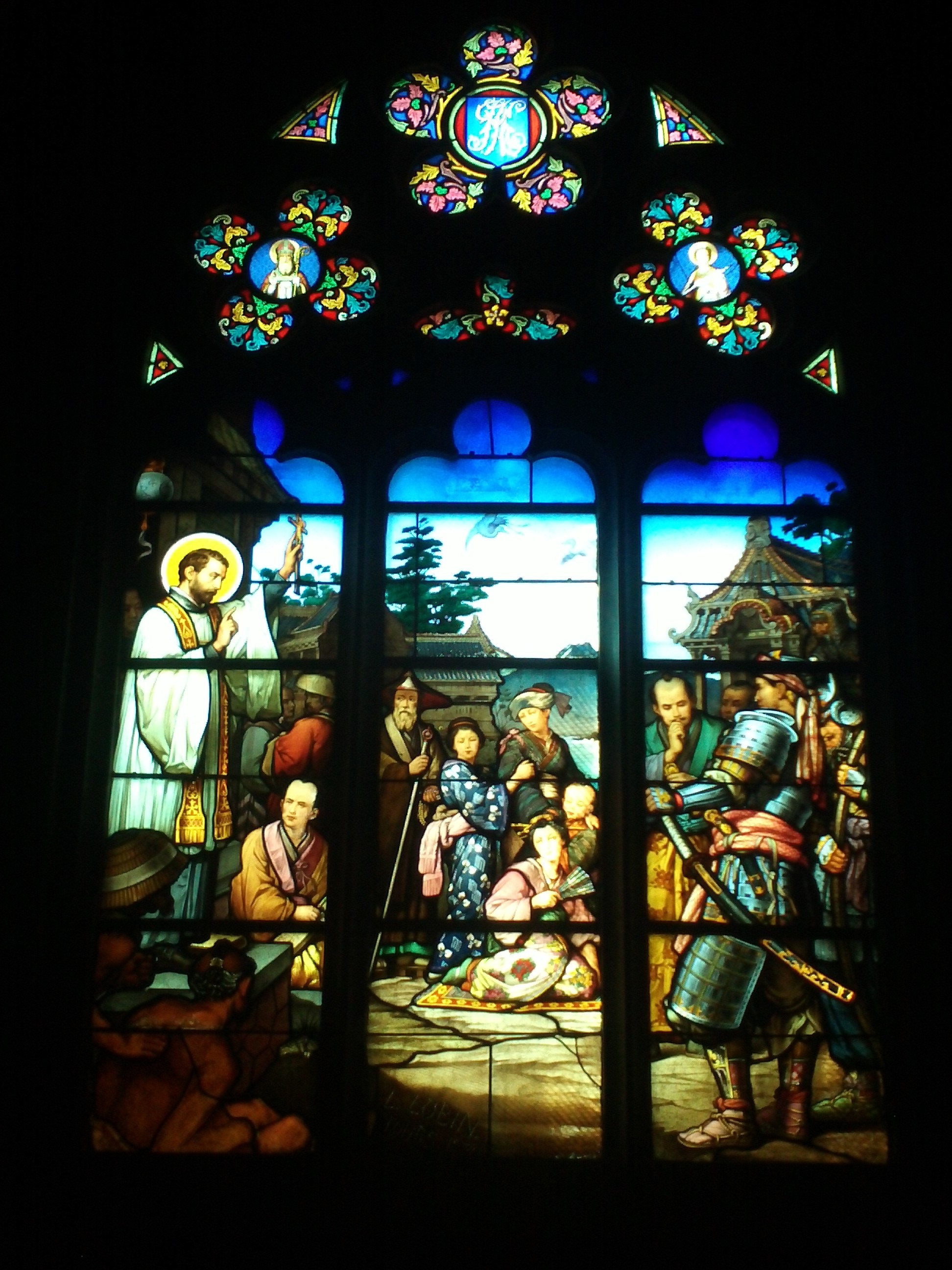
Vitrail des japonais

Dix objets ou groupes d'objets sont inscrits monuments historiques à titre d'objets :
- Statue de l'Éducation de la Vierge, en bois taillé et doré, limite XVIIIe – XIXe siècle (hauteur 68 cm) ; inscrite le 24 mars 1982. A disparu[p 25].
- Plaque funéraire en marbre réalisée pour Jean-Baptiste Bouvier de la Motte mort en 1755 (hauteur 130 cm, largeur 57 cm) ; inscrite le 24 mars 1982[p 26].
- Châsse-reliquaire du 4e quart du XVIIIe siècle, orné d'une sculpture en bois doré représentant un évêque (hauteur 55 cm, largeur 49 cm, profondeur 30 cm) ; inscrite le 24 mars 1982. La statuette de l'évêque qui surmontait la châsse à l'origine a disparu[p 27].
- Châsse-reliquaire Christ en bois doré du 4e quart du XVIIIe siècle (hauteur 47 cm, largeur 52,5 cm, profondeur 34,5 cm) ; inscrit le 24 mars 1982. La statuette du Christ qui surmontait la châsse à l'origine a disparu[p 28].
- Statue en pierre peinte de la Vierge à l'Enfant du 4e quart XVIIIe siècle (hauteur 80 cm) ; inscrite le 24 mars 1982[p 29].
- Tabernacle sculpté en bois doré de la fin du XVIIIe siècle (limite XVIIIe – XIXe siècle (hauteur 94 cm, largeur 240 cm) ; inscrit le 24 mars 1982. Les deux statuettes d'anges ont disparu[p 30].
- Deux lustres du XIXe siècle en bronze et verre, inscrits le 24 mars 1982[p 31].
- Ensemble de trente-quatre stalles du XVIIIe siècle,  dans le chœur, inscrit le 24 mars 1982[p 32],[m 37].
- Chandelier en bois taillé et peint du XVIIIe siècle (hauteur 174 cm) ; inscrit le 24 mars 1982[p 33].
- Tableau Le concert des Anges,  peinture à l'huile[m 38] (hauteur 3 m, largeur 6 m) de 1807, signé A.R. Ravault[n 3] (Ange René Ravault), inscrit le 7 décembre 1999, restauré par Alain Roche en 2001[p 34]
- Ciboire des malades, en argent (hauteur 9,7 cm, diamètre 4 et 4,3 cm), du XVIIIe siècle, inscrit le 6 mars 1997[p 35].

## Vitraux
Sur les 42 vitraux visibles de l'église, 34 sont dus à l'atelier tourangeau Lobin (Julien-Léopold, 1814-1864, ou/et ? son fils Lucien-Léopold,  1837-1892) entre 1859 et 1873, ce qui assure une remarquable unité des couleurs et forme un des ensembles les plus complets d'œuvres des maîtres-verriers français du XIXe siècle, cité comme égal avec celui de la chapelle Saint-Louis du château de Dreux,.
Parmi eux se trouve le seul vitrail de France représentant des Japonais convertis, réminiscent de l'évangélisation du Japon par saint François Xavier ; ce vitrail unique en France attire certains touristes japonais à Montargis.
Un autre vitrail représente le combat du célèbre chien de Montargis vengeant la mort de son maître Aubry de Montdidier, dans son duel entre le chien et l'assassin Macaire. Il se trouve en dessous de celui représentant Marie Madeleine en prière accompagnée d'un ange.
On y retrouve aussi les armoiries des grandes familles locales donatrices et des faits historiques majeurs qui se sont produits dans la région montargoise - ces derniers dans des vitraux de petite taille placés en dessous de plus grandes pièces. Ainsi du petit vitrail sous celui de saint Nicolas, titré « L'abbé Bouloy né à Montargis meurt victime de son dévouement pour sa paroisse d'Oussoy pendant le choléra de 1854 » ;

ou de cette autre petite pièce portant un cartouche avec l'inscription « Les Anglais vaincus à Montargis 5 (mois ?) 1427 », et une plaque en dessous indiquant que ce vitrail est « offert à Ste Marthe par des époux chrétiens ». 

Le vitrail de saint Pierre a dans sa partie inférieure une représentation de l'église elle-même, et un vitrail de sainte Madeleine a à la même place une représentation du « château de Montargis le Franc ».
Un vitrail qui représente la Cène a été restauré en 1995.

Quelques vitraux de l'église de la Madeleine
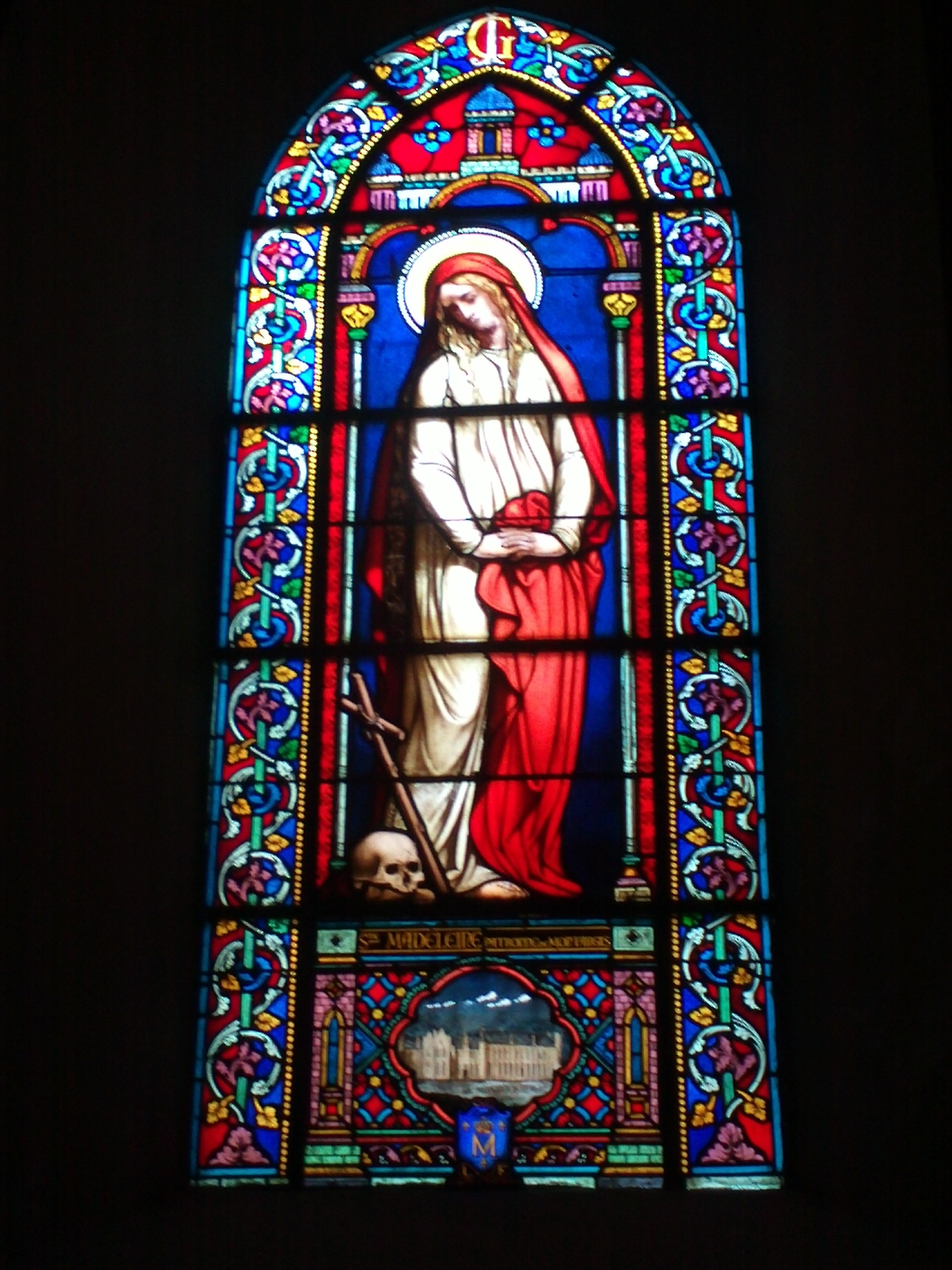
Sainte Madeleine
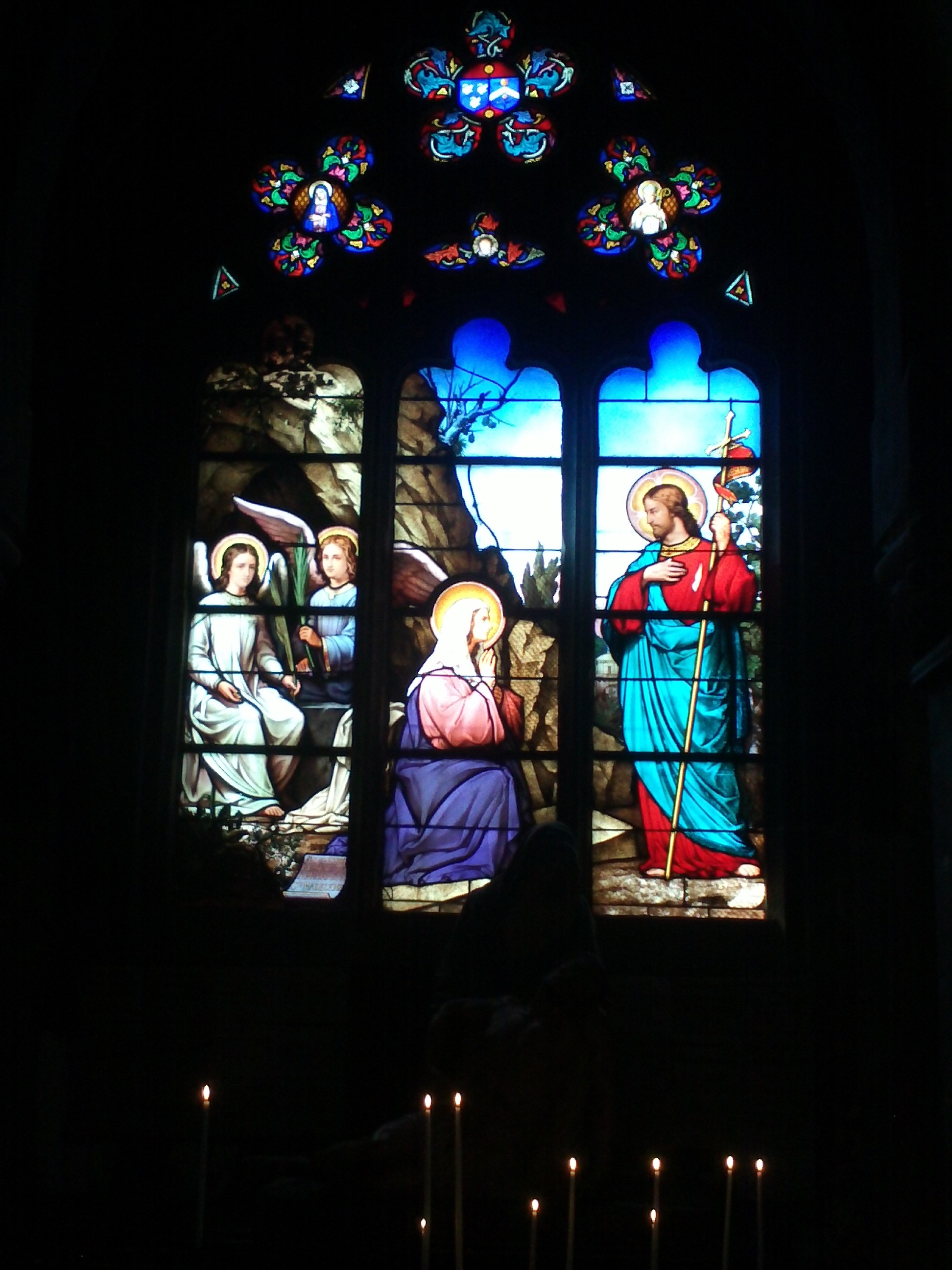
Sainte Madeleine et Jésus
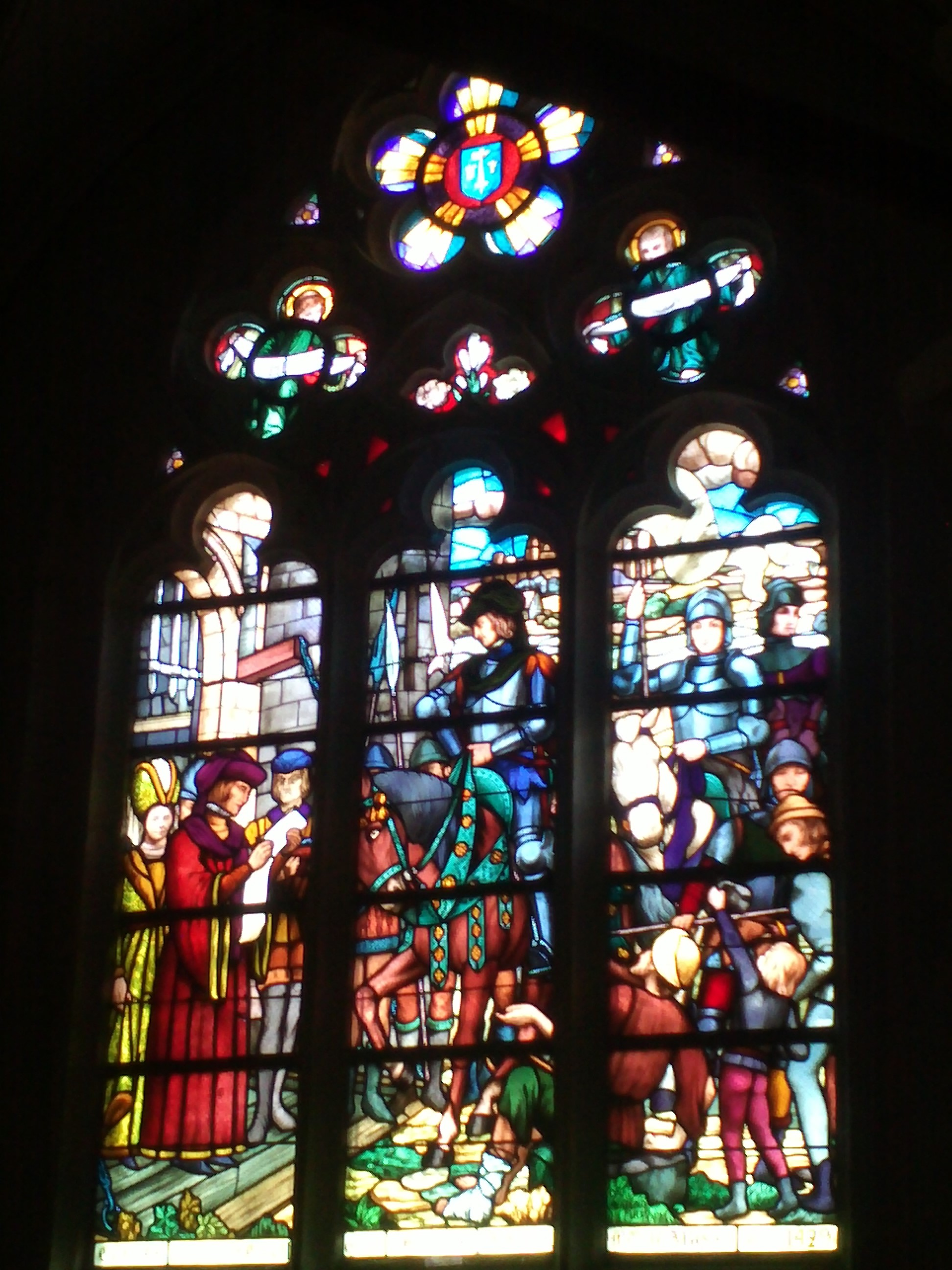
La verrière de Jeanne d'Arc

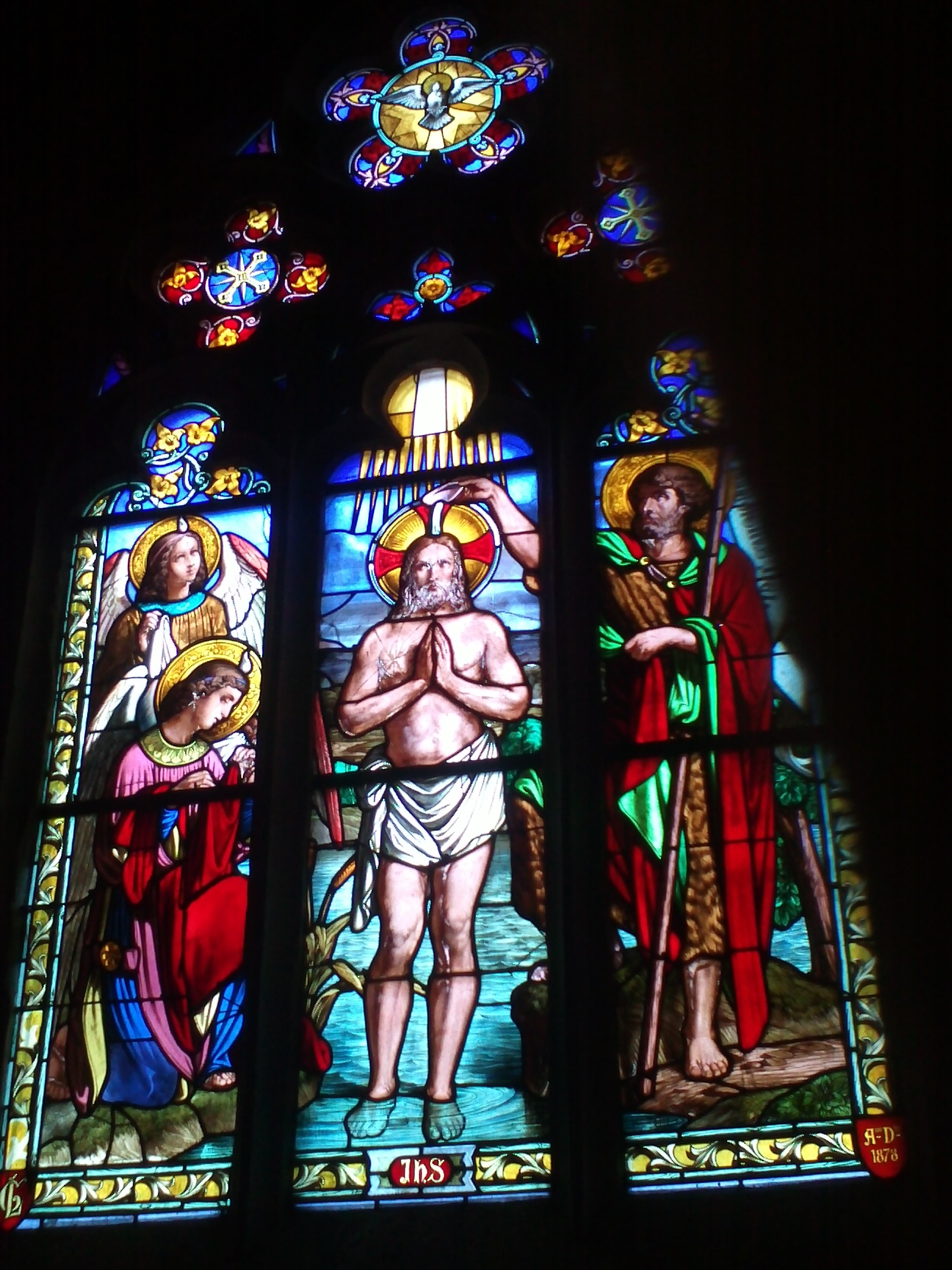
Baptême de Jésus
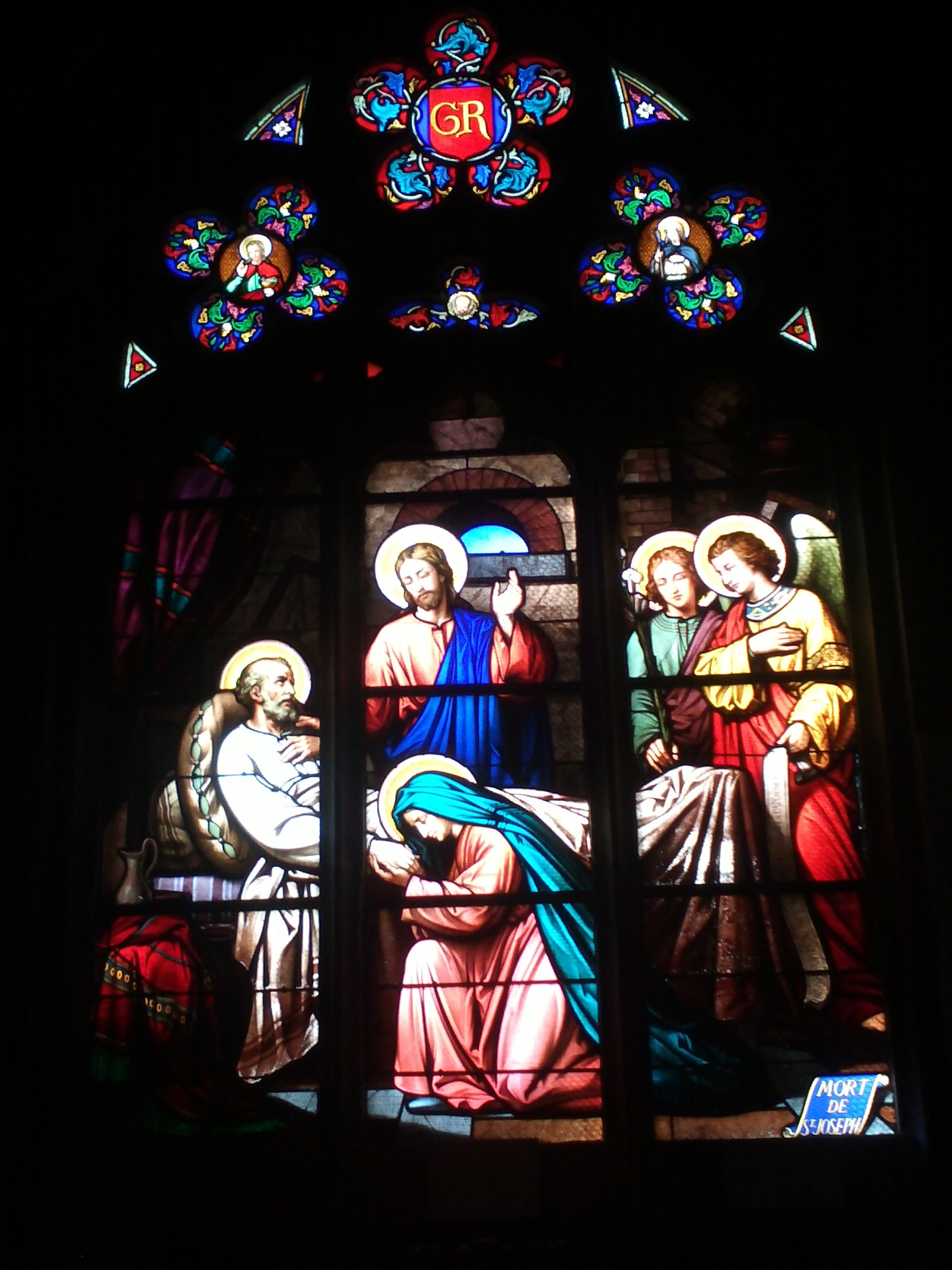
Mort de saint Joseph
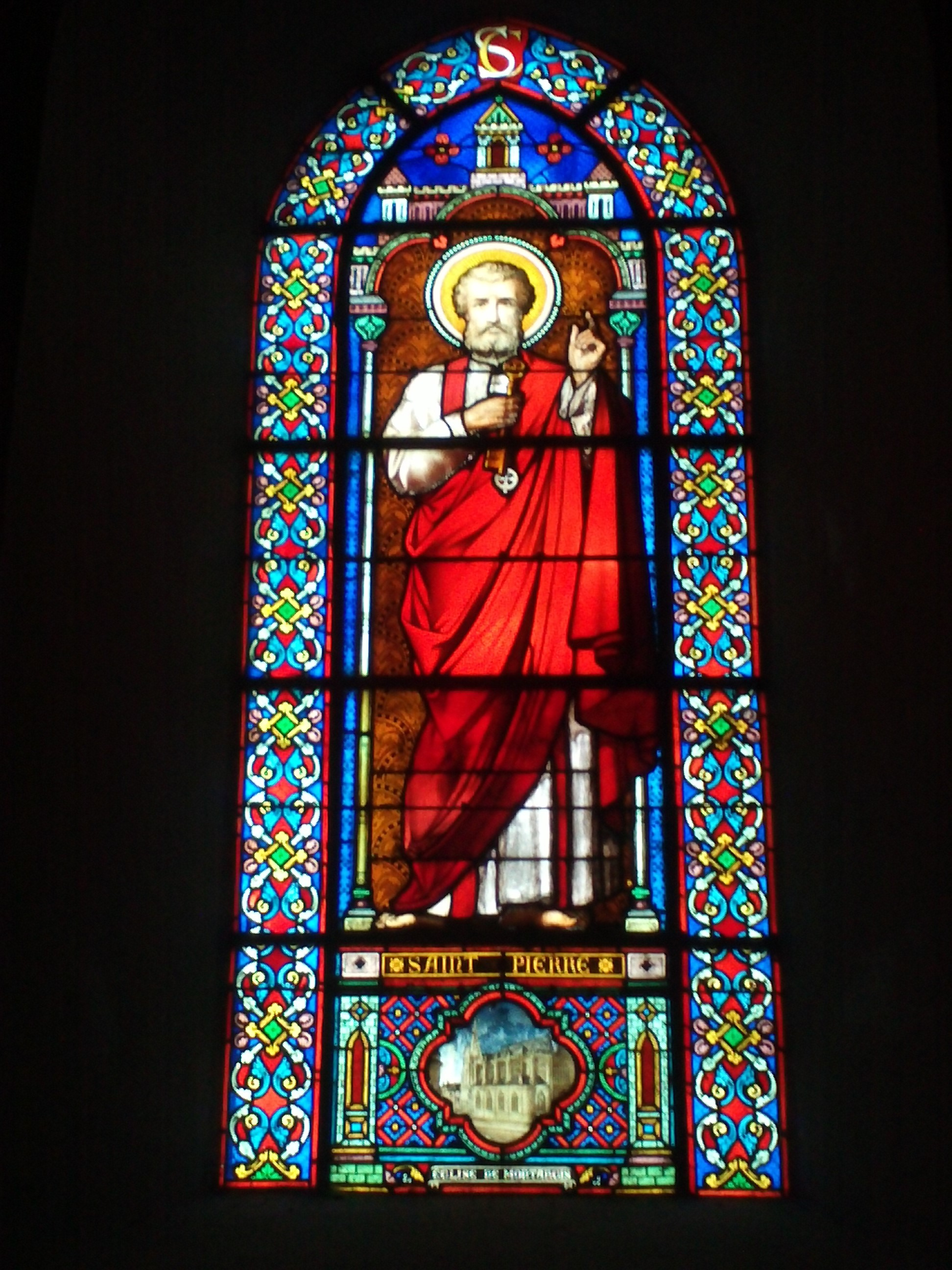
Saint Paul
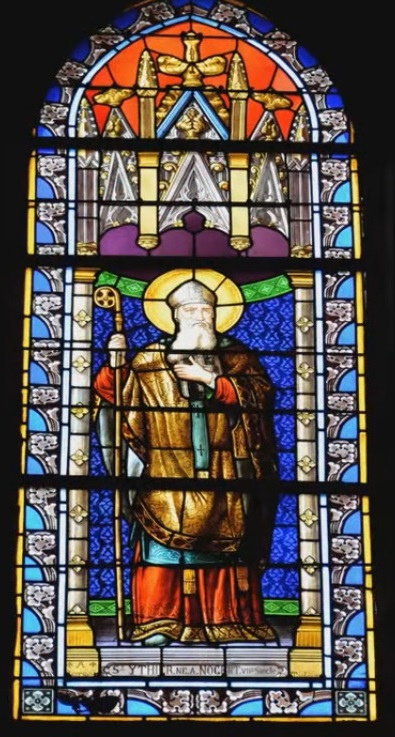
Saint Ythier, évêque de Nevers

## L'orgue
Pour des articles plus généraux, voir Liste des orgues de la région Centre-Val de Loire classés dans la base Palissy des monuments historiques et Liste des orgues du Centre-Val de Loire protégés aux monuments historiques.

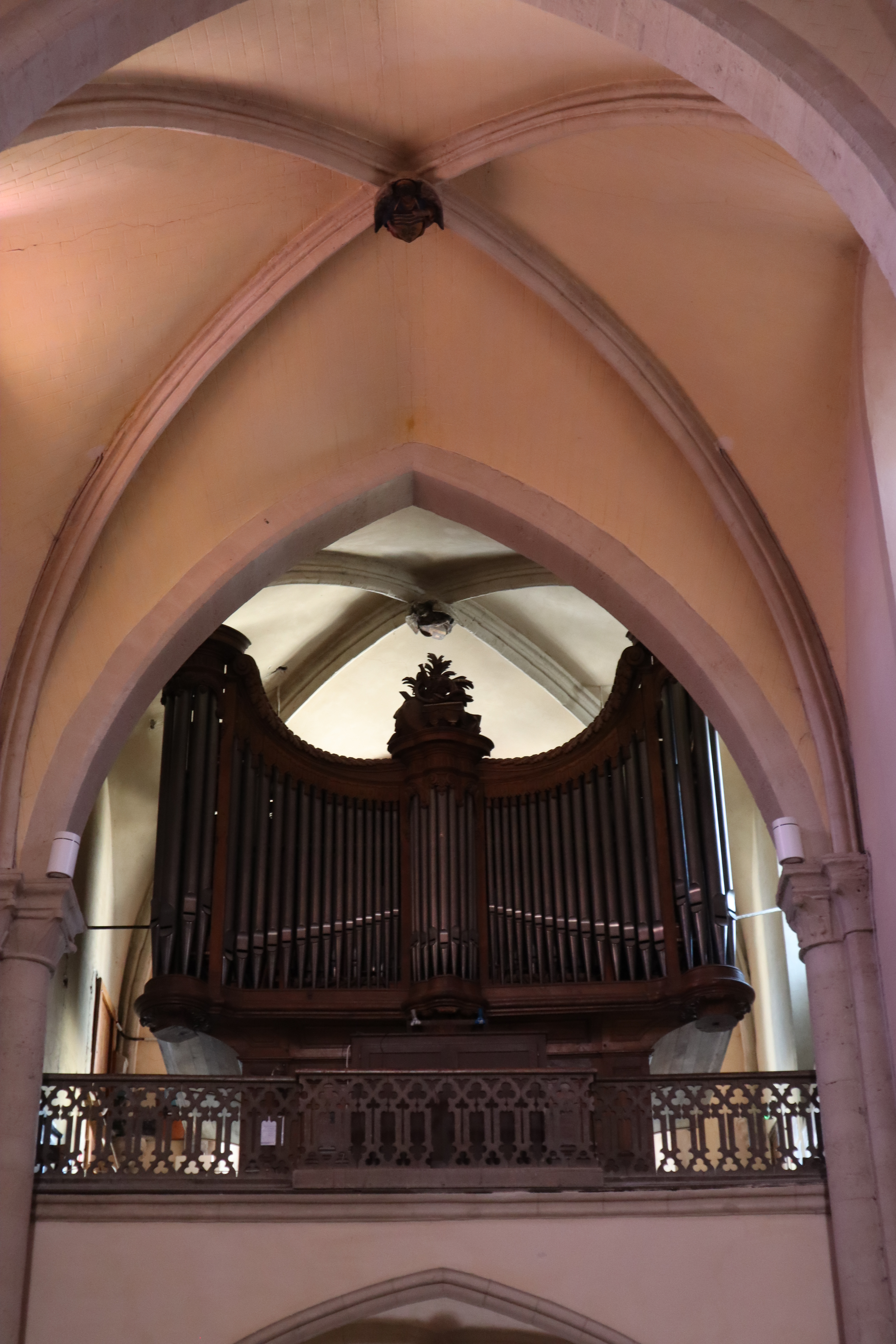
L'orgue

Un accord pour le premier orgue de l'église date du 22 juillet 1600 : l'organiste Mary s'engage à le construire pour 200 livres, à charge pour la ville de payer (séparément) pour la menuiserie et la serrurerie du buffet. 
Il est installé sur une tribune de bois (un chafaud) le long du mur de la nef, à la deuxième travée, en face de la porte sud de l'église (de nos jours la chapelle de la piéta, à droite en entrant) ; sa soufflerie est installée dans les voûtes des petites chapelles qui longent le presbytère (actuellement chapelle des fonts baptismaux). L'orgue est alors visible de face et de profil.
En août 1749 un orgue (peut-être pas le même) est réparé pour 600 livres par le facteur d'orgues Laurent Adeline, ce dernier né à Paris mais exerçant à Orléans ; à cette date l'orgue est assez important puisqu'il inclut les 12 jeux suivants : montre, prestant, bourdon, flûte, doublette, tierce, nasard, cymbale, fourniture, trompette, clairon et voix humaine. L'organiste à cette époque est Pierre César, originaire de Sens, qui tient cette charge au moins jusqu'en 1756.
Le 13 mai 1770, Pierre Jossier, organiste de la paroisse, se plaint du mauvais état des soufflets et conseille pour les réparer un certain Jahan dit Tourangeau, « seul capable de faire cet ouvrage ». Ce dernier commence le travail mais ne le termine pas car il doit s'enfuir précipitamment pour échapper à ses créanciers. Il laisse les soufflets remontés presque entièrement à neuf mais prenant vent en plusieurs endroits. La fabrique doit faire appel au « sieur Fluteau, horloger et artiste demeurant en cette ville » pour finir le travail.
En octobre 1775, Pierre Jossier demande conseil au bénédictin dom Bedos qui recommande Adrien Picard Lépine, beau-frère de François Henri Cliquot et lui-même issu d'une famille de facteurs d'orgues très connue. Lépine vient visiter l'orgue début novembre et soumet aux fabriciens un devis qui est accepté. Le nouvel orgue a :
- Positif 10 jeux

bourdon, prestant, flûte allemande, nasard, doublette, tierce, larigot, cromorne, fourniture à 4 rangs, cymbale à trois
- Grand orgue

montre 8, grand cornet, bourdon, prestant, trompette, clairon, voix humaine, récit.
- Dessus de bourdon

prestant, nasard, quarte, tierce, hautbois.
- Pédale

trompette, clairon, flûte 8 et flûte 4.
En 1778 le curé M Voillereau fait installer l'orgue à son emplacement actuel, avec tribune. Cette date est gravée en chiffres carrés derrière la sculpture, faite par Petit, qui couronne la tourelle centrale. Sur un panneau intérieur se trouve une inscription à l'encre : « J'ay esté fait sous le règne de Louis XVI en 1778 par Houdry, menuisier en cette ville » et, en dessous, d'une écriture plus fine, un complément plus personnel : « qui n'aimait pas le Bon Dieu »…. 

Après ce déplacement, depuis le déplacement de l'instrument, l'orgue nécessite de nombreuses réparations urgentes. 4 juin 1784, Pierre Jossier est vraisemblablement plus en état de continuer sa charge et le conseil de fabrique donne la survivance de la place d'organiste de la paroisse à son fils aîné Pierre-Rodolphe, qui a alors 17 ans. Pierre Jossier décède le 18 juillet 1784 et Pierre-Rodolphe devient l'organiste en titre de la paroisse.
En 1832 Monsieur Ruet est nommé organiste et demande aussitôt au conseil de fabrique de procéder à une révision importante de l'instrument. La maison Ducrocquet de Paris est chargée de la révision et il semble que, déjà à cette date, l'orgue ait subi des modifications qui l'ont déprécié.
Durant tout ce XIXe siècle, les archives de Montargis gardent aussi les traces de querelles entre le conseil de fabrique, organistes, souffleurs et chantres, qui vont devant le juge de paix de la ville.
En 1871, on achète un orgue de chœur ; il disparaît vers 1948. 
M. Ruet est remplacé le 1er janvier 1872 par M Jolivet, organiste de Jargeau, reconnu comme le plus qualifié sur 8 concurrents mais sur un instrument très discordant. Le curé Chauvet et le conseil de fabrique décident de le faire réparer ; les travaux commencent le 17 juillet 1876 et sont achevés le 14 octobre suivant. L'orgue est inauguré le 22 octobre aux vêpres, avec une nombreuse assistance. Les travaux de M Beaurain ont achevé de dénaturer l'œuvre de Picard-Lépine en voulant le mettre au goût du jour et le transformant en orgue d'esthétique romantique.
Las, les pannes continuent et il en est déjà question dès le 5 novembre 1882. Deux projets sont étudiés puis rejetés, faute d'argent. Le facteur Merklin de Paris fait cependant une remarque intéressante : d'après lui, la très grande fenêtre derrière l'orgue cause de nombreux changements de température, ce qui fait travailler le bois et les métaux de l'instrument. Il suggère de l'occulter, ce qui n'a jamais été fait à ce jour. 

Finalement, le conseil de fabrique opte pour un orgue proposé par Cavaillé-Coll : pour quinze mille francs tout posé, l'instrument est prêt et peut être monté pour la prochaine Pâques (25 mars); il n'a que 12 jeux mais peut être complété plus tard par dix ou douze autres jeux. Mais cet orgue n'est jamais complété : en 1969 il n'a toujours pas de jeu de pédale et a seulement 12 jeux. Il est cependant béni et inauguré le jour des Rameaux, 18 mars 1883.
L'organiste Jolivet est remplacé par Gaston Coquelin (1912 à 1939), puis Mr. Frey, et ensuite François Lachiver (1958 à 1995). Ce dernier voit la totale reconstruction de l'orgue, selon le marché signé le 18 janvier 1968 avec le Facteur lorrain Haerfer-Erman : 24 jeux sur 2 claviers et un pédalier — plus le décapage des 4 couches de peintures de la boiserie et le polissage des tuyaux au blanc d'Espagne. Il est inauguré le 3 mars 1969 avec un concert par Marie Claire Alain.
Depuis, Yves Fossaert assure l'entretien courant et l'accord de l'instrument ; mais rien d'autre n'a été réalisé — pas même la protection de l'orgue lors des travaux dans l'église. Fossaert signale le manque d'étanchéité de la soufflerie, des sommiers, de nombreux autres petits problèmes résultant de l'ancienneté de la remise en état… et un empoussièrement désastreux qui rend l'accord de l'orgue très difficile. La grande fenêtre derrière l'orgue n'est toujours pas obstruée ni isolée.
Lorsque le crépi des deux premières travées est refait en 1968-1969, la dépose de l'ancien crépi révèle dans le mur de la première travée le cintre en pierre qui donnait accès à la tribune du XVIIIe siècle. La boiserie du buffet daterait du XIIIe siècle (mais dans ce cas elle prédate le premier orgue (?).

## Les cloches
Le 18 juin 1760, Pierre Jossier, organiste de l'église, et Jérôme Constant Callais (qui se dit « ancien enfant de chœur de l'église catédralle de Beauvais, maître de musique étably à Montargis »), sont requis pour expertiser les quatre nouvelles cloches fournies par les fondeurs Dormoy.

## Protection
À l'exception de la tour-clocher, l'église est classée MH le 10 février 1909. La tour-clocher est inscrite par arrêté du 22 octobre 1998 mais cet arrêté est annulé ; un autre arrêté reprend le classement de la tour-clocher le 10 juillet 2000,.